# Bongbong Marcos
Ferdinand Romualdez Marcos Jr. (Manila, 13 de setembro de 1957), comumente referido como Bongbong Marcos (BBM), é um político filipino que é o atual presidente das Filipinas. Ele serviu como senador de 2010 a 2016. Ele é o segundo filho, e único filho homem do ex-presidente, ditador e cleptocrata, Ferdinand Marcos Sr. e da ex-primeira-dama Imelda Romualdez Marcos.
Em 1980, Marcos Jr., de 23 anos, tornou-se vice-governador de Ilocos Norte, concorrendo sem oposição pelo partido Kilusang Bagong Lipunan de seu pai, que governava as Filipinas sob lei marcial na época. Ele então se tornou governador de Ilocos Norte em 1983, mantendo esse cargo até que sua família foi destituída do poder pela Revolução do Poder Popular e fugiu para o exílio no Havaí em fevereiro de 1986. Após a morte de seu pai em 1989, a presidente Corazon Aquino acabou permitindo que os membros restantes da família Marcos retornassem às Filipinas para enfrentar várias acusações. Ele e sua mãe possuem restrições, desde 1995, nos Estados Unidos e em seus territórios devido a um desacato a ordem judicial de pagar US$ 353 milhões em restituição a vítimas de abuso de direitos humanos da ditadura de seu pai, mas nenhum dos dois enfrentou enfrentou a sentença.
Marcos foi eleito deputado do 2º distrito parlamentar de Ilocos Norte de 1992 a 1995. Marcos concorreu e foi eleito governador de Ilocos Norte em 1998. Após nove anos, voltou ao cargo anterior como deputado de 2007 a 2010, tornando-se senador sob o Partido Nacionalista de 2010 a 2016. Em 2015, Marcos concorreu a vice-presidente nas eleições de 2016. Com uma diferença de 263 473 votos e 0,64% de diferença, Marcos perdeu para a deputada de Camarines Sur, Leni Robredo. Em resposta, Marcos apresentou um protesto eleitoral no Tribunal Eleitoral Presidencial. Sua petição foi posteriormente rejeitada por unanimidade depois que a recontagem piloto das províncias escolhidas de Negros Oriental, Iloilo e Camarines Sur resultou em Robredo ampliando sua liderança por 15.093 votos adicionais.
Em 2021, Marcos anunciou que concorreria à presidência das Filipinas nas eleições de 2022, sob o Partido Federal ng Pilipinas (PFP), que ele venceu. Sua campanha recebeu críticas de verificadores de fatos e estudiosos de desinformação, que consideram sua campanha impulsionada pelo negacionismo histórico que visa renovar a marca Marcos e difamar seus rivais. Sua campanha também foi acusada de encobrir os abusos de direitos humanos e pilhagem que ocorreram durante a presidência de seu pai. O The Washington Post observou como o distorcionismo histórico dos Marcos está em andamento desde os anos 2000, enquanto o The New York Times citou suas convicções de fraude fiscal, incluindo sua recusa em pagar os impostos imobiliários de sua família e deturpação de sua educação na Universidade de Oxford.

## Início da vida e educação
Ferdinand Romualdez Marcos Jr., apelidado de 'Bongbong', nasceu em 13 de setembro de 1957, filho de Ferdinand Emmanuel Edralin Marcos e Imelda Remedios Visitacion Romualdez. Seu pai Ferdinand Sr. era representante do Segundo Distrito de Ilocos Norte quando ele nasceu, e tornou-se senador dois anos depois. Seus padrinhos incluíam os comparsas proeminentes de Marcos Eduardo "Danding" Cojuangco Jr., e o magnata farmacêutico José Yao Campos.
Marcos primeiro estudou na Institucion Teresiana e La Salle Green Hills em Manila, onde obteve seu ensino infantil e fundamental, respectivamente.
Em 1970, Marcos foi enviado para a Inglaterra, onde viveu e estudou na Worth School, uma instituição beneditina só para meninos em West Sussex, Inglaterra. Ele estava estudando lá quando seu pai declarou a lei marcial nas Filipinas em 1972.
Ele então se matriculou em St Edmund Hall, Oxford, para estudar filosofia, política e economia (PPE). No entanto, apesar de suas falsas alegações de que se formou bacharel em artes em PPE, ele não obteve tal diploma. Marcos havia passado em filosofia, mas reprovado em economia e reprovado em política duas vezes, tornando-o inelegível para um diploma. Em vez disso, ele recebeu um diploma especial em estudos sociais, que é concedido principalmente a não-graduados. Marcos ainda afirma falsamente que obteve um diploma da Universidade de Oxford, apesar de Oxford confirmar em 2015 que Marcos não terminou seu diploma.
Marcos matriculou-se no programa de Mestrado em Administração de Empresas da Wharton School of Business, Universidade da Pensilvânia, na Filadélfia, Estados Unidos, que não conseguiu concluir. Marcos afirma que se retirou do programa para sua eleição como vice-governador de Ilocos Norte em 1980. A Comissão Presidencial de Bom Governo informou mais tarde que sua mensalidade, seus US$ 10 000 (₱ 517 957,83 em 2022) mensalidade, e o espólio em que viveu enquanto estudava na Wharton, foram pagos com fundos que podiam ser atribuídos em parte aos fundos de inteligência do Gabinete do Presidente e em parte a algumas das 15 contas bancárias que os Marcos tinham aberta secretamente nos EUA sob nomes falsos.

## Durante o regime de Marcos
Marcos Jr. foi lançado no centro das atenções nacionais aos três anos de idade, e o escrutínio tornou-se ainda mais intenso quando seu pai concorreu pela primeira vez à presidência das Filipinas em 1965, quando ele tinha oito anos. Durante a campanha de seu pai em 1965, Bongbong interpretou a si mesmo no filme da Sampaguita Pictures Iginuhit ng Tadhana: The Ferdinand E. Marcos Story, um filme biográfico que supostamente é fortemente baseado no retrato de Ferdinand Marcos no romance For Every Tear a Victory. O jovem Marcos foi retratado fazendo um discurso no final do filme, no qual diz que gostaria de ser político quando crescer. O valor de relações públicas do filme é creditado por ter ajudado o velho Marcos a vencer as eleições filipinas de 1965.
Embora ele fosse tecnicamente menor no ano exato em que a lei marcial foi declarada, Marcos Jr. completou 18 anos em 1975 – um ano depois de se formar na escola Worth.

### Vice-governador e governador em Ilocos Norte
O primeiro papel formal de Bongbong Marcos em um cargo político veio com sua eleição como vice-governador de Ilocos Norte (1980-1983) aos 23 anos. Em 1983, ele liderou um grupo de jovens líderes filipinos em uma missão diplomática de 10 dias para China para marcar o 10º aniversário das relações filipino-chinesas. Marcos Jr. tornou-se vice-governador de Ilocos Norte em 1980. Em 23 de março de 1983, foi empossado governador de Ilocos Norte, substituindo sua tia que renunciou ao cargo por motivos de saúde. Ele permaneceu no poder até a Revolução do Poder Popular em 1986.
Durante o mandato de Bongbong Marcos, pelo menos duas execuções extrajudiciais ocorreram em Ilocos Norte, conforme documentado pela Associação de Vítimas de Lei Marcial de Ilocos Norte (MLVAIN).

### Presidência do conselho da Philcomsat
Seu pai o nomeou presidente do conselho da Philippine Communications Satellite Corp (Philcomsat) no início de 1985. Em um exemplo proeminente do que o ministro das Finanças Jaime Ongpin mais tarde chamou de "capitalismo clientelista", o governo Marcos vendeu suas ações majoritárias para Marcos amigos como Roberto S. Benedicto, Manuel H. Nieto, José Yao Campos, e Rolando Gapud em 1982, apesar de ser muito lucrativo devido ao seu papel como único agente para o link filipino para a rede global de satélites Intelsat. O presidente Marcos adquiriu 39,9% de participação na empresa por meio de empresas de fachada como Campos e Gapud. Isso permitiu que ele nomeasse seu filho como presidente do conselho da Philcomsat no início de 1985, permitindo que Bongbong Marcos recebesse um salário mensal "variando de US$ 9 700 a US$ 97 000" (₱ 502 419,09 a ₱ 5 024 190,92 em 2022) apesar de raramente visitar o escritório e não ter funções lá. Philcomsat foi uma das cinco empresas de telecomunicações sequestradas pelo governo filipino em 1986.

### Riqueza ilícita da família Marcos
Depois que a família Marcos foi para o exílio em 1986, a Comissão Presidencial de Bom Governo descobriu que os três filhos de Marcos se beneficiaram significativamente do que a Suprema Corte das Filipinas definiu como "riqueza ilícita" de a família Marcos.
Além da mensalidade, US$ 10 000,00 mensais, e as propriedades usadas por Marcos Jr. e Imee Marcos durante seus respectivos estudos em Wharton e Princeton, cada um dos filhos de Marcos recebeu uma mansão na área metropolitana de Manila, como na cidade de Baguio, a capital de verão designada das Filipinas. Propriedades especificamente ditas terem sido dadas a Marcos Jr, que incluíam o complexo Wigwam House em Outlook Drive na cidade de Baguio, e o Seaside Mansion Compound em Parañaque.
Além disso, quando seu pai foi deposto do poder em 1986, tanto Marcos Jr. quanto Imee ocupavam cargos importantes no governo Marcos. Imee já tinha trinta anos quando foi nomeada chefe nacional do Kabataang Barangay no final da década de 1970, e ele tinha vinte anos quando assumiu o cargo de vice-governador da província de Ilocos Norte em 1980, e depois tornou-se governador dessa província de 1983 até que a família Marcos foi expulsa de Malacañang em 1986.

## Revolução do Poder Popular e exílio (1986-1991)
Durante os últimos dias da Revolução do Poder Popular de 1986, Bongbong Marcos, em uniforme de combate para projetar sua postura guerreira, empurrou seu pai Ferdinand Marcos para dar a ordem às suas tropas restantes para atacar e explodir Camp Crame apesar da presença de centenas de milhares de civis ali, no entanto, o velho Marcos não seguiu os apelos do filho.
Temeroso de um cenário em que a presença de Marcos nas Filipinas levaria a uma guerra civil, o governo Reagan retirou seu apoio ao governo de Marcos, e voou Marcos e um grupo de cerca de 80 indivíduos – a estendida família Marcos e vários associados próximos – das Filipinas ao Havaí, apesar das objeções de Marcos. Bongbong Marcos e sua família estavam no voo com seus pais.
Logo após chegar ao Havaí, Marcos Jr. participou de uma tentativa de sacar US$ 200 milhões (₱ 10 359 156 529,94 em 2022) de uma conta bancária secreta da família no Credit Suisse na Suíça, um ato que acabou levando o governo suíço a congelar as contas bancárias dos Marcos no final de março daquele ano.
Os Marcos inicialmente ficaram na Base Aérea de Hickam às custas do governo dos EUA. Um mês depois de chegar em Honolulu, eles se mudaram para um par de residências em Makiki Heights, Honolulu, que foram registradas para os comparsas de Marcos Antonio Floirendo e Bienvenido e Gliceria Tantoco.
Ferdinand Marcos acabou morrendo no exílio três anos depois, em 1989, sendo Marcos Jr. o único membro da família presente no leito de morte do ex-ditador.

## Retorno às Filipinas e atividades posteriores (1991-presente)
Após a morte de seu pai em 1989, a presidente Corazon Aquino permitiu o retorno dos membros restantes da família Marcos às Filipinas para enfrentar várias acusações. Bongbong Marcos foi um dos primeiros a retornar às Filipinas. Chegou ao país em 1991 e logo buscou cargos políticos, começando no tradicional feudo da família em Ilocos Norte.

### Câmara dos Representantes, primeiro período
Depois que Marcos retornou às Filipinas em 1991, Marcos concorreu e foi eleito representante do segundo distrito de Ilocos Norte na Câmara dos Deputados das Filipinas (1992-1995). Quando sua mãe, Imelda Marcos, concorreu à presidência na mesma eleição, ele decidiu não apoiar sua candidatura e, em vez disso, expressou apoio a seu padrinho Danding Cojuangco. Durante seu mandato, Marcos foi autor de 29 projetos de lei da Câmara e co-autor de mais 90, incluindo aqueles que abriram caminho para a criação do Departamento de Energia e da Comissão Nacional da Juventude. Ele também destinou a maior parte de seu Fundo de Desenvolvimento do Campo (CDF) para organizar as cooperativas de professores e agricultores em sua província natal. Em outubro de 1992, ele liderou um grupo de dez representantes na primeira cúpula esportiva nas Filipinas, realizada na cidade de Baguio.
Em 1995, Marcos concorreu ao Senado sob a coalizão liderada pelo NPC, mas ficou apenas em 16º.

#### Tentativa de acordo de compromisso
Em 1995, Bongbong Marcos pressionou um acordo para permitir que a família Marcos ficasse com um quarto dos estimados US$ 2 bilhões a US$ 10 bilhões que o governo filipino ainda não havia recuperado deles, com a condição de que todos os casos civis fossem arquivados – um acordo que acabou sendo derrubado pela Suprema Corte das Filipinas.

### Governador de Ilocos Norte, segundo mandato
Tendo anteriormente servido como governador de Ilocos Norte de 1983 a 1986, Marcos foi novamente eleito governador de Ilocos Norte em 1998, concorrendo contra o amigo e aliado mais próximo de seu pai, Roque Ablan Jr. Ele serviu por três mandatos consecutivos, terminando em 2007.

### Câmara dos Representantes, segundo período
Em 2007, Marcos concorreu sem oposição à cadeira no Congresso anteriormente ocupada por sua irmã mais velha Imee. Ele foi então nomeado vice-líder da minoria da Câmara dos Representantes. Durante este mandato, uma das importantes peças de legislação de sua autoria foi a Philippine Archipelagic Baselines Law, ou Republic Act No. 9522. Ele também promoveu o Republic Act No. 9.502 (Lei de Medicamentos de Qualidade e Baratos Universalmente Acessíveis) que foi promulgada em 2009.

### Carreira no Senado

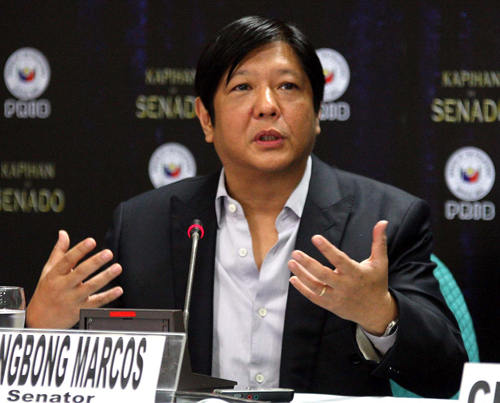
Senador Marcos durante o fórum Kapihan sa Senado em junho de 2014

Marcos fez uma segunda tentativa para o Senado em 2010. Em 20 de novembro de 2009, o KBL forjou uma aliança com o Partido Nacionalista (NP) entre Marcos e o presidente do NP, senador Manny Villar, na Laurel House em Mandaluyong. Marcos tornou-se candidato a senador convidado do NP por meio dessa aliança. Marcos foi posteriormente removido como membro do Comitê Executivo Nacional da KBL em 23 de novembro de 2012. Como tal, o NP rompeu sua aliança com a KBL devido a conflitos internos dentro do partido, porém Marcos permaneceu como parte do Seleção senatorial do NP. Ele foi proclamado como um dos candidatos senatoriais vencedores das eleições para o Senado de 2010. Tomou posse em 30 de junho de 2010.
No 15º Congresso (2010-2013), Marcos foi autor de 34 projetos de lei no Senado. Ele também foi co-autor de 17 projetos de lei, dos quais sete foram transformados em lei – mais notavelmente a Lei AntiEmbriaguez e Condução Drogada, cujo principal autor foi o senador Vicente Sotto III; a Lei de Prevenção ao Cibercrime, cujo autor principal foi o senador Edgardo Angara; e as Leis Ampliadas de Combate ao Tráfico de Pessoas e do Seguro Nacional de Saúde, ambas de autoria principal do senador Loren Legarda.
No 16º Congresso (2013-2016), Marcos apresentou 52 projetos de lei, dos quais 28 foram reapresentados no 15º Congresso. Um deles foi transformado em lei: o Projeto de Lei 1.186 do Senado, que buscava o adiamento das eleições de 2013 em Sangguniang Kabataan (SK), foi promulgado como Ato da República 10.632 em 3 de outubro de 2013.
Marcos também foi coautor de 4 projetos de lei do Senado no 16º Congresso. Um deles, o Projeto de Lei 712 do Senado, de autoria principalmente de Ralph Recto, foi promulgado como Ato da República 10.645, o Ato de Cidadãos Idosos Expandido de 2010.
Foi presidente das comissões do Senado sobre governo local e obras públicas. Ele também presidiu o comitê de supervisão da Lei Orgânica da Região Autônoma do Mindanao Muçulmano (ARMM), o painel de supervisão do Congresso sobre a Lei de Veículos de Propósito Específico e um comitê de supervisão seleto sobre assuntos barangay.

#### Esquema Pork Barrel do PDAF em 2014
Em 2014, Bongbong Marcos foi implicado por Janet Lim Napoles e Benhur Luy no esquema Pork Barrel do Fundo de Assistência ao Desenvolvimento Prioritário (PDAF) através da agente Catherine Mae "Maya" Santos. Ele supostamente canalizou ₱ 100 milhões através de 4 ONGs falsas ligadas a Nápoles. Marcos alegou que as grandes quantias de dinheiro foram liberadas pelo departamento de orçamento sem seu conhecimento e que suas assinaturas foram falsificadas. Em conexão com o golpe do PDAF, Marcos também foi processado por pilhagem pela IBalik ang Bilyones ng Mamamayan (iBBM), uma aliança de organizações juvenis. O grupo citou os arquivos digitais de Luy, que mostravam ONGs falsas com escritórios obscuros ou inexistentes.

#### Comissão de Auditoria de 2016
Em 2016, Marcos também foi processado por pilhagem por canalizar ₱ 205 milhões de seu PDAF por meio de 9 ordens de liberação de alocação especial (SARO) para as seguintes fundações falsas de outubro de 2011 a janeiro de 2013, de acordo com os arquivos digitais de Luy:
- Programa de Desenvolvimento Social para a Fundação de Agricultores (SDPFFI) – ₱ 15 milhões
- Countrywide Agri and Rural Economic Development Foundation (CRED) – ₱ 35 milhões
- Fundação da Organização do Povo para o Progresso e Desenvolvimento (POPDFI) – ₱ 40 milhões
- Serviços de Treinamento de Reassentamento de Assistência em Educação em Saúde (HEARTS) – ₱ 10 milhões
- Fundação Kaupdanan Para Sa Mangunguma (KMFI) – ₱ 20 milhões
- National Livelihood Development Corporation (NLDC) – ₱ 100 milhões

Essas ONGs foram consideradas pela Comissão de Auditoria (COA) como falsas com escritórios obscuros ou inexistentes.

### Campanha vice-presidencial de 2016
Em 5 de outubro de 2015, Marcos anunciou através de seu site sua candidatura a vice-presidente das Filipinas nas eleições gerais de 2016 afirmando: "Decidi concorrer a vice-presidente nas eleições de maio de 2016". Marcos concorreu como candidato independente. Antes de seu anúncio, ele recusou um convite do candidato presidencial, vice-presidente Jejomar Binay, para se tornar seu companheiro de chapa. Em 15 de outubro de 2015, a candidata presidencial Miriam Defensor Santiago confirmou que Marcos seria seu companheiro de chapa.
Marcos ficou em segundo lugar na disputada disputa pela vice-presidência, perdendo para a representante de Camarines Sur, Leni Robredo, que venceu por uma margem de 263 473 votos, uma das mais apertadas desde a vitória de Fernando Lopez na eleição vice-presidencial de 1965.

#### Protesto pelos resultados das eleições
Marcos contestou os resultados da eleição, apresentando um protesto eleitoral contra Leni Robredo em 29 de junho de 2016, um dia antes do juramento de Robredo. O presidente Rodrigo Duterte afirmou várias vezes que renunciaria se Marcos fosse seu sucessor em vez da vice-presidente Leni Robredo.
Uma recontagem começou em abril de 2018, abrangendo as seções eleitorais em Iloilo e Camarines Sur, áreas escolhidas a dedo pelo acampamento de Marcos. Em outubro de 2019, o tribunal descobriu que a liderança de Robredo cresceu cerca de 15 000 votos – um total de 278.566 votos da liderança original de Robredo de 263 473 votos – após uma recontagem das cédulas dos 5 415 distritos agrupados nas províncias piloto identificadas de Marcos. Em 16 de fevereiro de 2021, o PET rejeitou por unanimidade o protesto eleitoral de Bongbong Marcos contra Leni Robredo.

### Campanha presidencial de 2022

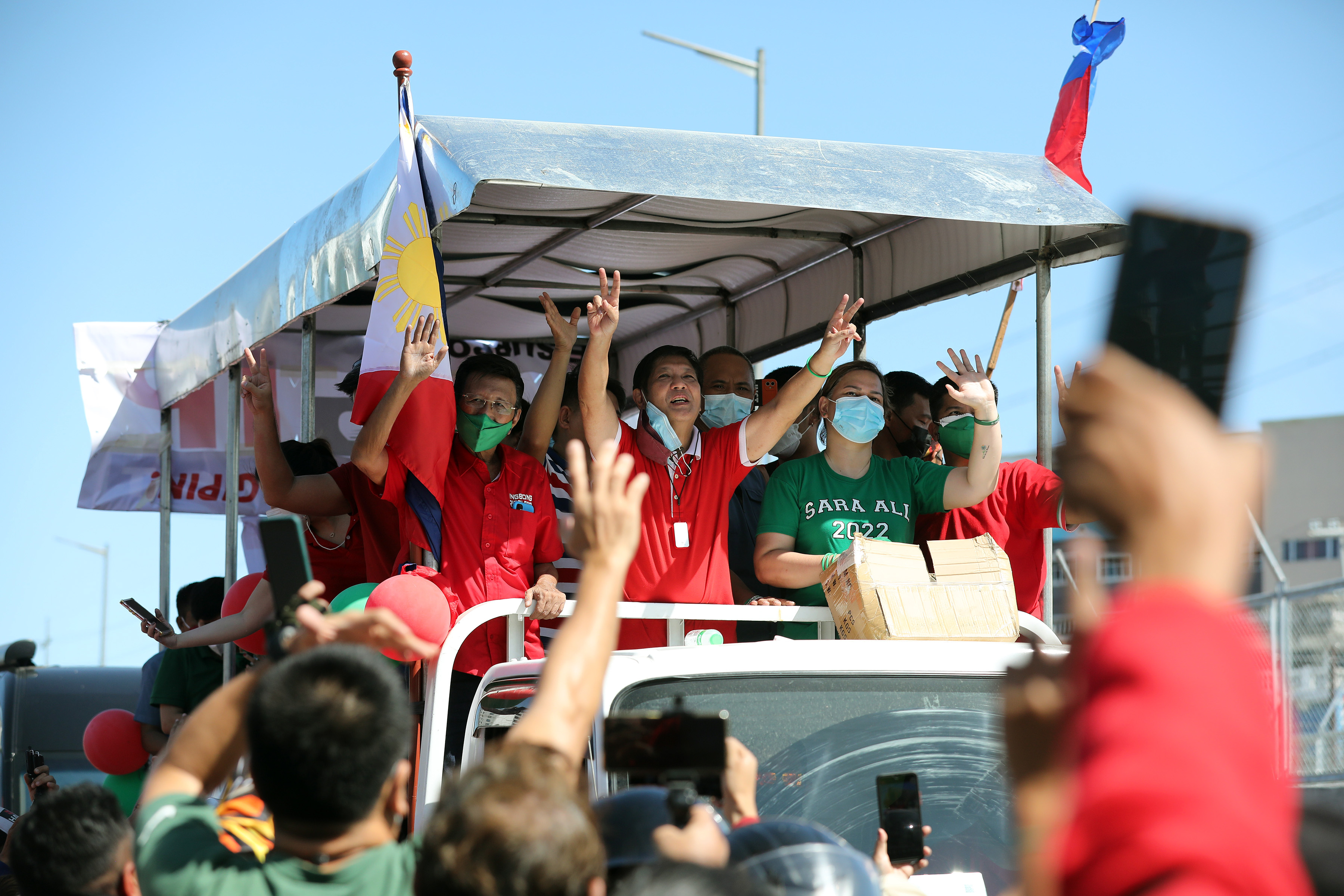
Marcos (centro) e sua companheira de chapa Sara Duterte durante uma grande caravana em Cidade Quezon em dezembro de 2021

Marcos lançou oficialmente sua campanha para presidente das Filipinas em 5 de outubro de 2021, por meio de uma postagem de vídeo no Facebook. Uma entrevista com sua esposa Liza Marcos revelou que ele decidiu concorrer à presidência enquanto assistia ao filme Homem-Formiga, embora Marcos admitisse que não conseguia se lembrar desse momento. Ele está concorrendo sob a bandeira do Partido Federal ng Pilipinas, assumindo a presidência do partido no mesmo dia, sendo também endossado por seu antigo partido, o Kilusang Bagong Lipunan. Marcos apresentou seu certificado de candidatura perante a Comissão de Eleições no dia seguinte. Em 16 de novembro, Marcos anunciou que sua companheira de chapa seria Sara Duterte, filha do presidente Rodrigo Duterte e prefeita da cidade de Davao. Sob o tema da campanha de união, a dupla de Marcos e Duterte recebeu o nome de "UniTeam".

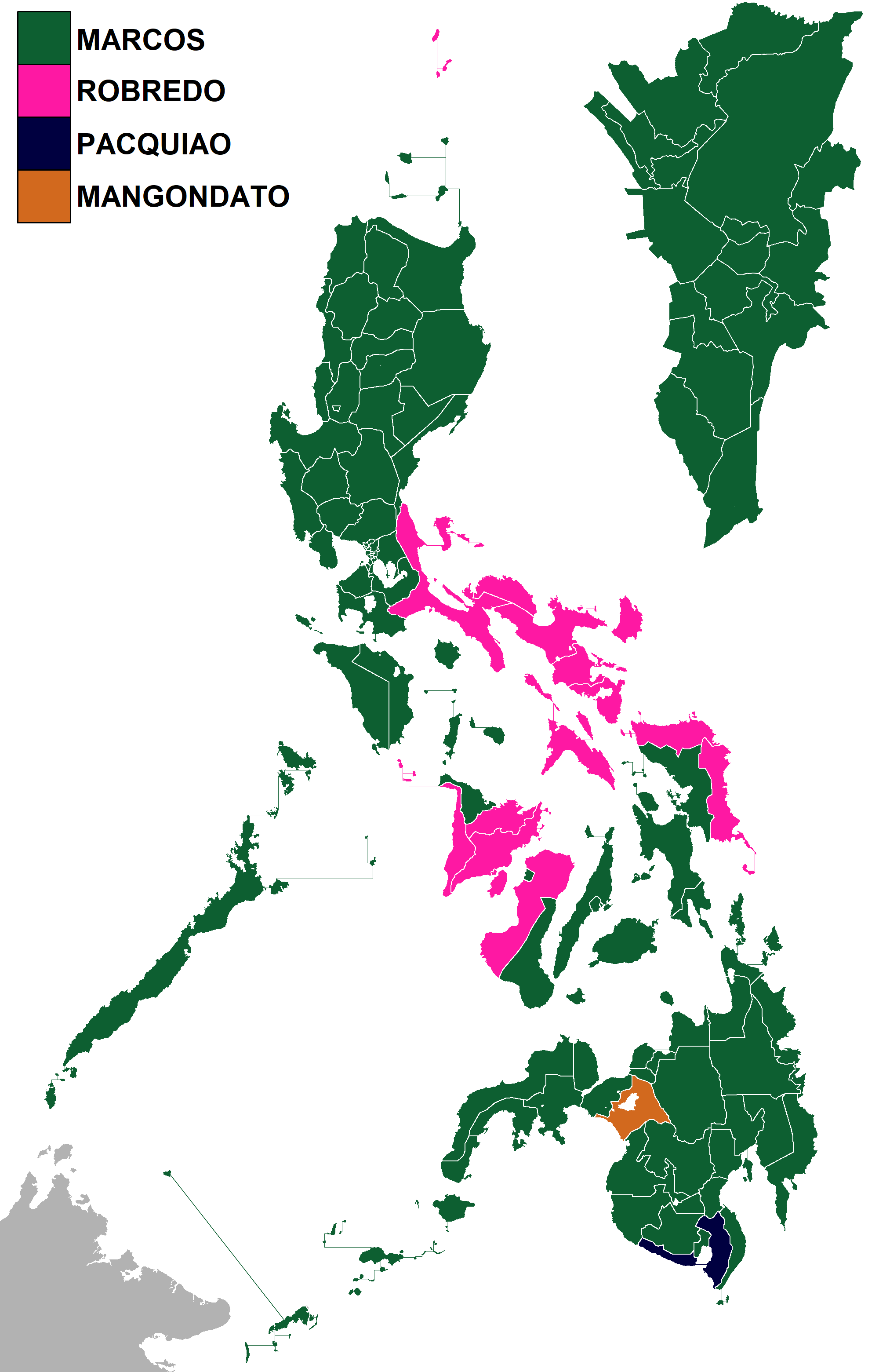
Marcos venceu em 64 das 81 províncias nas eleição presidencial de 2022.

Sete petições foram apresentadas contra a candidatura presidencial de Marcos. Três petições objetivavam o cancelamento do certificado de candidatura de Marcos, uma petição objetivava declarar Marcos um candidato incômodo e três petições objetivavam desqualificá-lo. A maioria das petições é baseada na condenação de Marcos em 1995 por não apresentar declarações fiscais. Três petições de desqualificação foram consolidadas e sorteadas para a primeira divisão da comissão, enquanto outras três petições foram entregues à segunda divisão. A petição final também foi entregue à primeira divisão. Marcos rejeitou as petições como petições incômodas sem fundamento legal e propaganda contra ele.
Marcos manteve regularmente uma ampla liderança nas pesquisas presidenciais ao longo dos meses que antecederam a eleição de maio de 2022; ele foi o primeiro candidato presidencial no país a atingir classificações de pesquisa de mais de 50% em pesquisas realizadas pela Pulse Asia desde começou a votação em 1999. Sua abstenção de participar de todos, exceto um dos debates presidenciais durante a temporada de campanha foi amplamente criticada.
Na Sessão Conjunta do 18º Congresso das Filipinas, supervisionada pelo Presidente do Senado Tito Sotto e pelo Presidente da Câmara dos Representantes das Filipinas Lord Allan Velasco e declarado pelo líder da maioria no Senado Juan Miguel Zubiri e pelo líder da maioria Martin Romualdez, Marcos foi proclamado o presidente eleito das Filipinas em 25 de maio de 2022, ao lado de sua companheira de chapa e vice-presidente eleita Sara Duterte. Marcos recebeu 31.629.783 votos, ou 58,77% do total de votos, cerca de 16,5 milhões de votos à frente de sua rival mais próxima, a vice-presidente Leni Robredo, que recebeu mais de 15 milhões de votos, tornando-se o primeiro candidato presidencial a ser eleito por maioria desde o estabelecimento da Quinta República em 1986. Espera-se que isso também marque o retorno da família Marcos ao poder pela primeira vez desde a Revolução do Poder Popular. Sua maioria foi a maior desde 1981 (superando os 18.309.360 votos de seu pai); como a oposição boicotou essa eleição, é a maior maioria desde 1969 para uma eleição competitiva, e sua margem de 31 pontos percentuais sobre seu oponente mais próximo foi a maior desde que Ramon Magsaysay marcou uma margem de 38 pontos sobre o então presidente Elpidio Quirino em 1953. Sua contagem de votos não foi apenas a maior já registrada em uma eleição presidencial, mas próxima da soma total dos dois recordes anteriores combinados.
Em 20 de junho de 2022, Marcos anunciou que atuaria como Secretário de Agricultura em capacidade concomitante.

## Presidência

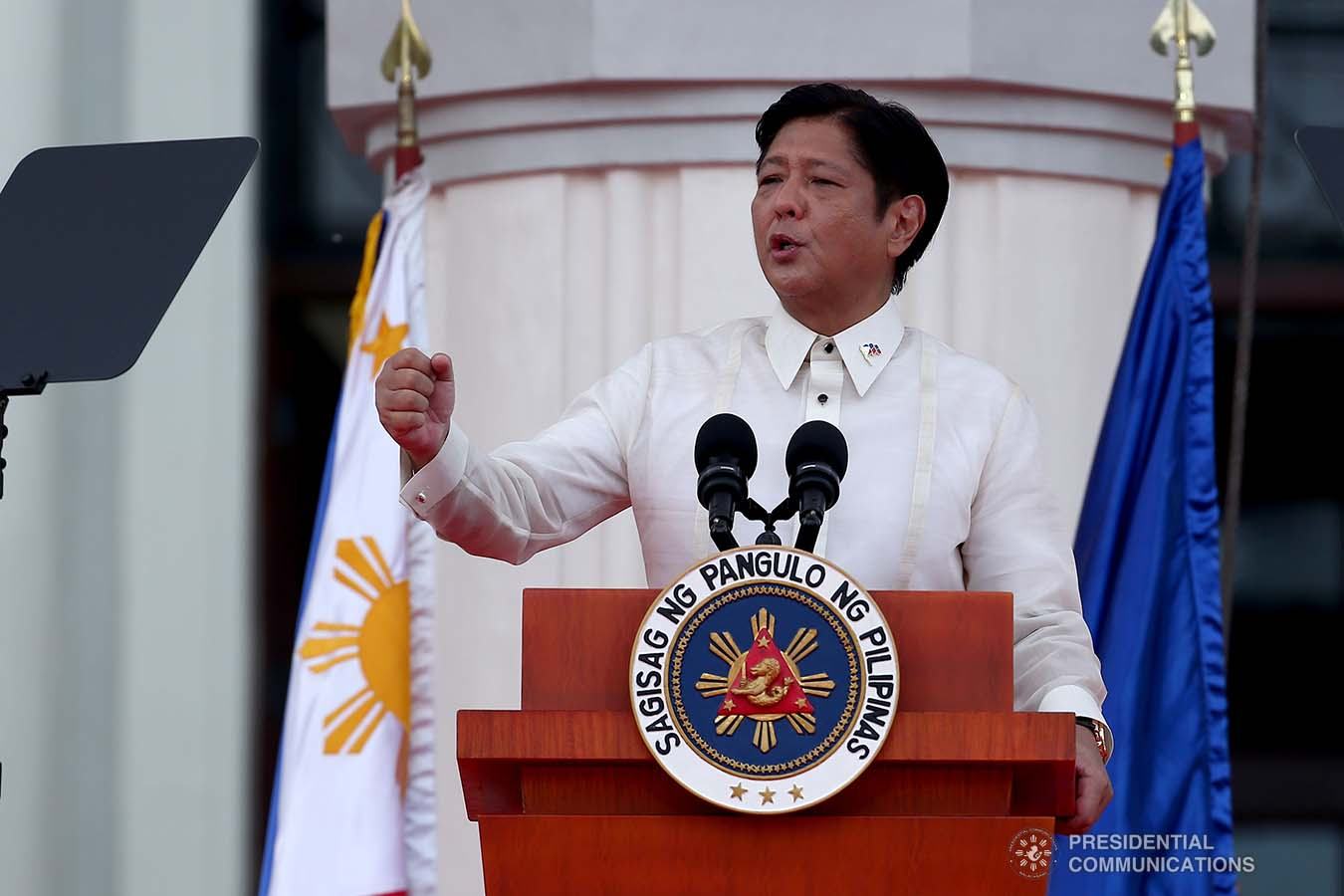
Marcos fazendo seu discurso de posse.

Em 30 de junho de 2022, Marcos Jr. prestou juramento como 17º Presidente das Filipinas no Museu Nacional das Filipinas e foi administrado pelo Juiz Alexander Gesmundo.

## Casos judiciais

### Condenações em casos de imposto de renda e herança
Em 27 de junho de 1990, uma equipe especial de auditoria fiscal da Receita Federal (BIR) investigou as obrigações e obrigações fiscais do falecido Ferdinand Marcos Sr, falecido em 29 de setembro de 1989. A investigação revelou em um memorando de 1991 que o A família Marcos deixou de apresentar declarações de imposto de renda e várias declarações de imposto de renda abrangendo os anos de 1982 a 1986 em violação ao Código Nacional da Receita Federal.
O BIR também emitiu uma autuação de imposto de propriedade de deficiência contra a propriedade do falecido Ferdinand Marcos Sr. em 1991 por impostos de propriedade não pagos de 1982 a 1985 e 1985 a 1986, totalizando ₱ 23 293 607 638 ( ₱ 97 792 696 739 em 2022). Autos de infração foram entregues a Bongbong Marcos em seu escritório no Complexo Batasang Pambansa em 20 de outubro de 1992, então representante do 2º Distrito de Ilocos Norte. Vários autos de cobrança também foram lavrados pela BIR de 22 de fevereiro de 1993 a 26 de maio de 1993, para suprir a deficiência das declarações de imposto de renda, sem sucesso.
Em 12 de março de 1993, o advogado Loreto Ata, representando Bongbong Marcos, chamou a atenção do BIR para notificá-los de qualquer ação tomada pelo BIR contra seu cliente. Bongbong Marcos então apresentou petição imediata em 25 de junho de 1993, para certiorari e proibição de contestar o auto de infração do imposto sobre herança.
Em 27 de julho de 1995, o juiz do Tribunal Regional de Quezon City, Benedicto Ulep, condenou Marcos a sete anos de prisão e uma multa de US$ 2 812 mais impostos atrasados por evasão fiscal em sua falta de declaração de imposto de renda do período de 1982 a 1985 enquanto como vice-governador de Ilocos Norte (1980–1983) e como governador de Ilocos Norte (1983–1986). Marcos posteriormente recorreu da decisão ao Tribunal de Apelações sobre sua condenação. No entanto, em 1994, o Tribunal de Justiça decidiu que o auto de infração do IPTU tornou-se "final e irrecorrível", permitindo sua execução.
Em 31 de outubro de 1997, o Tribunal de Justiça confirmou sua decisão anterior com a condenação de Marcos por não apresentação de declaração de imposto de renda nos termos do artigo 45 da Receita Federal de 1977, sendo absolvido de sonegação fiscal sob a acusação de violando o Artigo 50 do mesmo estatuto. Apesar da retirada da pena de reclusão, Marcos foi condenado ao pagamento do imposto de renda retroativo à Receita Federal (BIR) com juros e a aplicação de multas correspondentes de ₱ 2 000 por apuração de não apresentação de declarações de imposto de renda de 1982 a 1984 e ₱ 30 000 para 1985, mais os juros acumulados. Marcos posteriormente entrou com uma petição de certiorari ao Supremo Tribunal das Filipinas sobre a condenação modificada imposta pelo Tribunal de Apelações, mas posteriormente retirou sua petição em 8 de agosto de 2001, declarando assim a decisão como final e executória.
Em 2021, o Tribunal Regional de Quezon City certificou que não havia registros arquivados de Marcos liquidando os impostos e multas correspondentes. No entanto, de acordo com a equipe de campanha de Marcos, documentos emitidos pela Suprema Corte, o BIR e um recibo emitido pelo Land Bank das Filipinas afirmam que os impostos foram pagos, enquanto A comissária eleitoral Rowena Guanzon observou que os documentos que Marcos apresentou à Comissão Eleitoral não eram recibos de impostos pagos ao BIR, mas sim recibos do Banco de Terras para aluguel de aluguéis. No entanto, a Comissão Eleitoralse pronunciou contra os processos consolidados de desqualificação contra Marcos e afirmou que “Além disso, para provar a inexistência de qualquer dolo e má-fé de sua parte”, [Marcos] apresentou uma certificação da Receita Federal e um recibo oficial do Landbank, mostrando seu cumprimento da decisão do CA que o orienta a pagar impostos de renda de deficiência no valor de pouco mais de ₱ 67 000, incluindo multas e sobretaxas.
O auto de infração lavrado pela BIR não foi cobrado desde a decisão do STF em 12 de outubro de 1991. Desde a decisão do STF em 1997 que indeferiu a petição de Marcos para contestar o auto de infração, nos termos do Ramos, Arroyo, Aquino e Duterte, o BIR emitiu novas demandas por escrito sobre a família Marcos para pagar as dívidas do imposto sobre herança, que ainda não foram pagas. Como resultado, estima-se que a avaliação de deficiência de imposto imobiliário, com multas, tenha aumentado para ₱ 203 819 066 829 ( ₱ 203,819 bilhões) a partir de 2021.
A declaração de imposto sobre herança não paga foi usada como fundamento em uma petição para cancelar o certificado de candidatura de Marcos à presidência nas eleições de 2022. Em 1º de março de 2022, o candidato presidencial e prefeito de Manila, Isko Moreno, disse que implementaria a decisão da Suprema Corte ordenando que a família Marcos pague suas dívidas de imposto de propriedade se eleita, prometendo usar o produto como ajuda de socorro (ayuda) para as vítimas do Pandemia de COVID-19. Em 28 de março de 2022, o senador Aquilino Pimentel IIIajuizou a Resolução do Senado nº 998, declarando a necessidade urgente e premente de que o Senado apure o motivo pelo qual o IPTU não é cobrado há quase 25 anos, valor que já foi julgado devido e exigível contra os herdeiros do falecido ditador.

### Caso Payanig sa Pasig em 2007
Em 19 de junho de 2007, Marcos Jr. apresentou uma petição para intervir, OCLP v. PCGG, Processo Civil Número 0093 no Sandiganbayan, tribunal anticorrupção das Filipinas. O caso havia sido ajuizado pela Ortigas & Company, Ltd. Partnership (OCLP) contra a Comissão Presidencial de Bom Governo (PCGG) sobre a antiga propriedade Payanig sa Pasig de 18 hectares, na fronteira com a Avenida Ortigas, Avenida Julia Vargas e Avenida Meralco em Ortigas Center, Cidade de Pasig, que foi o local do parque temático 'Payanig sa Pasig', mas agora é o local de vários negócios, principalmente o complexo comercial e recreativo Metrowalk.
Parte da riqueza ilícita dos Marcos, o PCGG considera a propriedade a "jóia da coroa" entre as propriedades sequestradas da riqueza ilícita dos Marcos, estimando seu valor mínimo em cerca de ₱ 16,5 bilhões em março de 2015. A propriedade havia sido entregue ao PCGG em 1986, como parte do acordo de liquidação do comparsa de Marcos José Yao Campos, que mantinha a propriedade sob várias empresas em nome de Marcos Sr.. Ortigas & Company respondeu que Marcos Sr. os havia coagido a vender a propriedade para ele em 1968. A moção de Marcos Jr. alegou que seu pai havia comprado a propriedade legalmente, mas o Sandiganbayan rejeitou sua moção em 18 de outubro de 2008, dizendo que já havia rejeitado uma moção semelhante apresentada anos antes por sua mãe Imelda.

### Julgamento por desacato no Havaí de 2011
Em 2011, o Tribunal Distrital do Havaí decidiu que Bongbong Marcos e sua mãe Imelda Marcos estavam por desacato, multando-os em US$ 353,6 milhões por não respeitarem uma liminar de um julgamento de 1992 em um caso de Vítimas de Direitos Humanos, que ordenou que eles não dissipar os bens do espólio de Ferdinand Marcos. A decisão foi confirmada pelo Tribunal de Apelações do Nono Circuito dos EUA em 24 de outubro de 2012, e acredita-se ser "a maior sentença de desacato já confirmada por um tribunal de apelação". Enquanto o caso de 1992 foi contra Ferdinand Marcos, o julgamento de 2011 foi contra Imelda e Bongbong pessoalmente. O julgamento também efetivamente impediu Imelda e Bongbong de entrar em qualquer território dos EUA.

## Perfil público

### Distorcionismo histórico
Assim como outros membros da família de Marcos que permaneceram sob os olhos do público desde seu retorno às Filipinas, Marcos recebeu críticas significativas por casos de negação histórica e sua banalização das violações de direitos humanos e problemas econômicos que ocorrerram durante o governo Marcos, e do papel que desempenhou na gestão. Críticas específicas foram dirigidas a Marcos por não se desculpar por violações de direitos humanos e riqueza ilícita durante a administração de seu pai. Sobre as vítimas de direitos humanos, Marcos Jr. disse sobre elas em 1999: "Eles não querem um pedido de desculpas, eles querem dinheiro". Ele então passou a afirmar que sua família pediria desculpas apenas se eles tivessem feito algo errado.
Quando as vítimas de abusos de direitos humanos durante o governo de seu pai comemoraram o 40º ano da proclamação da lei marcial em 2012, Marcos Jr. declarações e postura política e propaganda". No Sydney Morning Herald no final daquele ano, Bongbong citou as várias decisões judiciais contra a família Marcos como uma razão para não se desculpar pelos abusos da Lei Marcial, dizendo "nós temos um julgamento contra nós na casa dos bilhões. O que mais as pessoas iriam querer?".
Durante sua campanha de 2016 para se tornar vice-presidente, Marcos respondeu às críticas do então presidente Noynoy Aquino ao regime de Marcos e ao apelo para se opor à sua campanha eleitoral. Ele descartou os eventos, dizendo que os filipinos deveriam "deixar a história para os professores". Isso levou mais de 500 professores, funcionários e professores de história da Universidade Ateneo de Manila a emitir imediatamente uma declaração condenando sua réplica desdenhosa como parte de "uma distorção intencional contínua de nossa história" e uma "recusa descarada em reconhecer os crimes do regime da Lei Marcial." Mais de 1.400 escolas católicas, por meio da Associação Educacional Católica das Filipinas (CEAP), mais tarde aderiram ao apelo da faculdade Ateneo "contra a tentativa de [Marcos] de canonizar os horrores angustiantes do regime marcial". Isso também foi seguido pelo Departamento de História da Universidade das Filipinas Diliman, que divulgou uma declaração própria, condenando o que eles chamaram de um esforço "perigoso" para Marcos criar "mito e engano".
Em 20 de setembro de 2018, Marcos Jr. divulgou um vídeo no YouTube mostrando um tête-à-tête entre ele e o ex-presidente do Senado Juan Ponce Enrile, onde perguntou a Enrile, que havia sido ministro da Defesa de seu pai antes de desempenhar um papel fundamental em sua deposição durante a revolução EDSA de 1986. O vídeo fez uma série de alegações, que foram rapidamente refutadas e denunciadas por vítimas da lei marcial, incluindo o ex-presidente do Senado Aquilino Pimentel Jr., a ex-secretária de Assistência Social Judy Taguiwalo, a ex-presidente da Comissão de Direitos Humanos Etta Rosales e o escritor Boni. Ilagan, entre outros. Enrile mais tarde recuou em algumas de suas alegações, atribuindo-as a "intervalos não lúcidos".

### Presença online
Marcos mantém um canal no YouTube e contas no Twitter e no Facebook. Em dezembro de 2016, Marcos celebrou uma festa de Natal com seus apoiadores online.
Segundo pesquisa da Vera Files, Marcos foi o que mais se beneficiou das fake news das Filipinas em 2017, junto com o presidente Rodrigo Duterte. A maioria das notícias virais foi impulsionada por compartilhamentos em redes de páginas do Facebook. Além disso, a maioria das páginas e grupos do Facebook do público filipino que espalham desinformação on-line trazem "Duterte", "Marcos" ou "News" em seus nomes e são pró-Duterte.
Em julho de 2020, Brittany Kaiser alegou em entrevista que Marcos havia abordado a controversa empresa Cambridge Analytica para "rebrand" a imagem da família Marcos nas mídias sociais. O porta-voz de Marcos, Vic Rodriguez, negou essas alegações e afirmou que Marcos está considerando apresentar acusações de difamação contra Rappler, que publicou a entrevista de Kaiser.

## Vida pessoal
Marcos é casado com Louise "Liza" Cacho Araneta, membra da proeminente família Araneta, com três filhos: Ferdinand Alexander III "Sandro" (nascido em 1994), Joseph Simon (nascido em 1995) e William Vincent "Vince" (nascido em 1997). Embora ele seja de ascendência Ilocana, ele não fala a língua Ilocana.
Em 31 de março de 2020, o porta-voz de Marcos confirmou que Marcos havia testado positivo para COVID-19; em julho de 2022, ele contraiu a doença outra vez.